# Montmarault
Montmarault je naselje in občina v osrednjem francoskem departmaju Allier regije Auvergne. Leta 1999 je naselje imelo 1.663 prebivalcev.

## Geografija
Kraj leži v pokrajini Bourbonnais 32 km vzhodno od Montluçona.

## Administracija
Montmarault je sedež istoimenskega kantona, v katerega so poleg njegove vključene še občine  Beaune-d'Allier, Bézenet, Blomard, Chappes, Chavenon, Doyet, Louroux-de-Beaune, Montvicq, Murat, Saint-Bonnet-de-Four, Saint-Marcel-en-Murat, Saint-Priest-en-Murat, Sazeret, Vernusse in Villefranche-d'Allier z 8.074 prebivalci.
Kanton je sestavni del okrožja Montluçon.

## Zanimivosti
- cerkev sv. Štefana iz 12. do 13. stoletja,
- grad Château de Montmarault.